# (106817) Yubangtaek
(106817) Yubangtaek (2000 XC44) – planetoida z grupy pasa głównego asteroid okrążająca Słońce w ciągu 5,48 lat w średniej odległości 3,11 j.a. Odkryta 6 grudnia 2000 roku.